# Microsoft Train Simulator
Microsoft Train Simulator, también conocido como MSTS, es un simulador ferroviario desarrollado por Microsoft Game Studios y Kuju Entertainment, lanzado en julio de 2001..

## Características
La simulación permite a los jugadores conducir un tren en diversas rutas de Europa, Asia y Estados Unidos. Los jugadores tienen que parar y arrancar el tren, abrir las puertas de los vagones en las distintas estaciones, y en general controlar un tren como si fuera el maquinista, usando para ello el teclado del ordenador o hardware especializado, como RailDriver, para operar los controles.
Los tipos de locomotoras que presenta el simulador, se clasifican en máquinas de vapor, diésel y eléctricas.
Hay empresas ferroviarias reales como Amtrak, Union Pacific y BNSF representadas en el simulador. Tiene tres modos de vista que son: Vista de la cabina, vista de pasajeros y exterior.
Como la mayoría de los simuladores podremos configurar la hora del día y el clima. También podremos añadirle más trenes y rutas.

### Rutas
El juego incluye originalmente las siguientes rutas:
- El ferrocarril Arlberg en Austria en los años 30, con el Orient Express.
- La línea de ferrocarril a Settle-Carlisle como era entre los años 30 y 40, con el Escocés Volante.
- El corredor noreste en Estados Unidos entre la Estación de la Calle 30 en Filadelfia y la Union Station en Washington, con un Acela Express de Amtrak y un Metroliner.
- La ruta del paso Marias, en Estados Unidos, representando el ferrocarril norteño de Burlington, en Santa Fe en Shelby, Montana y Whitefish, Montana, con las locomotoras C44-9W y GP38-2.
- La línea de cercanías Odakyū Odawara en Tokio y la línea Hisatsu en Kyushu, Japón.

Además se incluye una serie de editores y herramientas que permiten modificar o crear nuevas rutas y nuevos trenes. No obstante, no funcionan correctamente en las últimas versiones de Windows como Windows XP, por ejemplo, y solamente están incluidos en la versión de 2 CD.

### Material rodante
El juego contiene por defecto 9 locomotoras y unidades de tren además de 8 trenes controlados por el ordenador.
- Flying Scotsman
- Gölsdorf 380
- KiHa 31
- Bombardier Acela Express
- Bombardier HHP-8
- EMD GP38-2
- Odakyu 2000 Series
- Odakyu 7000 Series
- GE Dash 9

Trenes controlados por el ordenador:
- LMS Royal Scot Class 6100 Royal Scot
- Pendennis Castle
- Gölsdorf 310
- KiHa 41
- GE E60
- GE 'Genesis' P40DC

Actualmente se pueden encontrar gran cantidad de trenes y rutas recreadas por fanes, las cuales se pueden bajar de Internet.

### Actualizaciones
La versión 1.2 añade nuevos elementos, incluyendo material rodante británico y estadounidense; a saber, la British Rail Class 50, la British Rail Marcos 1, el EMD SD40-2 y vagones de mercancías estadounidenses, junto con dos nuevas opciones para la SD40-2 y la Clase 50.
El juego se vende originalmente en inglés pero se puede traducir con el parche MSTS Bin, el cual necesita la actualización 1.1 que se encuentra en la web del juego.

## Open Rails
Open Rails es un proyecto de Software libre y de código abierto lanzado, desarrollado y mantenido por un equipo de voluntarios y licenciado bajo GPL el cual usa como base al MSTS pero compatibilizado con los sistemas operativos más nuevos. 
Open Rails agrega mejoreas gráficas y de operación, y mayor facilidad de compatibilidad de lugares, material rodante y actividades. Además agrega un modo Multijugador en línea el cual funciona si los jugadores tienen los mismos escenarios y trenes.
Open Rails 1.3.1 se lanzó el 18 de diciembre de 2018. [26]